# 黑紫花黄耆
黑紫花黄耆（学名：Astragalus przewalskii）是豆科黄芪属的植物，为中国的特有植物。分布于中国大陆的四川、青海、甘肃等地，生长于海拔2,500米至4,100米的地区，多生长在阴坡及沟旁湿处，目前尚未由人工引种栽培。